# Крупная рыба
«Кру́пная ры́ба» (англ. Big Fish) — американская фантастическая трагикомедия Тима Бёртона 2003 года, по роману Дэниела Уоллеса «Крупная Рыба. Роман мифологических пропорций».
Главные роли исполняют Юэн Макгрегор, Альберт Финни и Билли Крудап.
Номинация на премию «Оскар» за музыку Дэнни Эльфмана.

## Сюжет
Бывший странствующий торговец Эдвард Блум имеет невероятный талант рассказчика, и использует его, чтобы рассказывать истории из своей жизни, которые любит приукрасить. Однако его сын, прагматичный клерк Уилл, считает отца лишь очередным лжецом в стиле барона Мюнхгаузена, из-за чего их отношения очень сильно испорчены. Однако когда у Эдварда внезапно диагностируют рак, Уилл и его беременная жена Жозефина приезжают к родителям Уилла, чтобы быть рядом с больным отцом.
Фильм рассказывает историю жизни Эдварда в молодости, которая так похожа на сказку, что в неё просто трудно поверить (однако всё действие происходит в американских реалиях). В детстве Эдвард встретил ведьму, один глаз которой мог показать любому человеку его будущую смерть. А когда вырос, он познакомился с человеком по имени Карл, страдающим гигантизмом, вместе с которым вскоре отправился путешествовать по миру. Так Эдвард наткнулся на идиллический город Мираж, в котором подружился с известным поэтом Нортером Уинслоу и восьмилетней дочерью мэра города Дженни. Через два дня Эдвард покидает «город, который невозможно покинуть», воссоединяется с Карлом и продолжает путь.
Затем он замечает красивую девушку и мгновенно в неё влюбляется. Директор местного цирка Эймос Кэллоуэй, позже оказавшийся оборотнем, нанимает Карла и Эдварда на работу, обещая в конце каждого месяца сообщать частичку информации о девушке. Эдварду приходится выполнять всё, что прикажет мистер Кэллоуэй. Однажды терпению Эдварда пришёл конец, и директор был вынужден сообщить, что девушку зовут Сандра Темплтон и рассказать, где та живёт.
Эдвард приезжает к ней с признаниями в любви, но она оказывается уже помолвленной с его другом детства Доном Прайсом.
Однако Эдвард не сдаётся и продолжает оказывать Сандре знаки внимания, за что Дон его избивает, но Сандра возвращает Дону обручальное кольцо и решает остаться с Эдвардом.
Начинается война с Кореей и Эдварда забирают служить. Во время выполнения «сверхважного задания» и неожиданно знакомится с сиамскими близнецами — певицами Пинг и Джинг. Он предлагает им помощь в построении карьеры у мистера Кэллоуэя, если они помогут ему бежать домой. Те охотно соглашаются.
Демобилизовавшись, Эдвард становится странствующим торговцем: он продаёт необычные устройства вроде механической руки-подставки (позже одну такую Уилл находит в настоящем времени). Однажды он в банке снова сталкивается с Уинслоу, который разочаровался в Мираже и покинул его, внезапно оказывается что он пришёл грабить банк и Эдвард невольно делается его сообщником. Однако в итоге ограбления ссудно-сберегательного банка он узнаёт, что его касса пуста: этот банк уже и так был ограблен, но не бандитами, а сборщиками налогов. В дороге он объясняет это другу, и тот, с горя, решает работать на Уолл-стрит («все деньги там!»); позже, став миллионером, он, в благодарность за вдохновение, присылает Эдварду чек на 10 тысяч долларов, на который они с Сандрой и Уиллом и покупают тот дом, в котором живут по сей день.
В настоящем Уилл начинает все больше осознавать, что его отец всю жизнь рассказывал ему не сказки о себе, а приукрашенную правду. Чтобы в этом убедиться, он едет в тот самый Мираж и встречает там постаревшую Дженни, которая рассказывает ему дальнейшую историю Эдварда: после истории с Уинслоу он тогда решил сам съездить в Мираж, в итоге попав в невероятный потоп. Когда вода сошла, Эдвард дошёл до города пешком и обнаружил, что все жители находятся на грани банкротства. С помощью своих связей Эдвард спасает город, купив все дома. Последним домом остаётся дом Дженни (которая за прошедшие 20 лет пережила несчастливый брак, вследствие чего её дом практически развалился). Она отказывается продать Эдварду дом, но он всё же остаётся, чтобы его отремонтировать (к чему также привлекает великана Карла). За эту помощь Дженни влюбляется в Эдварда, но он даёт ей понять, что никогда не ответит ей взаимностью. После этого Эдвард возвращается домой.
Выслушав Дженни, Уилл возвращается в дом родителей и узнаёт, что у Эдварда случился инсульт, поэтому его увезли в больницу. 
Уилл окончательно мирится с отцом и даже рассказывает ему вымышленный вариант его похорон: будто они сбежали из больницы и Уилл привёз Эдварда к озеру, где его уже ждут все друзья из его рассказов (причём не постаревшие), а затем Уилл бросает отца в воду, где тот превращается в огромного сома и уплывает. Выслушав его рассказ, Эдвард умирает.
К удивлению Уилла и Жозефины, на похороны Эдварда приезжают все его друзья, о которых он рассказывал. Хотя они оказались не совсем такими, как он их описывал (например, Карл несколько меньше ростом, а Пинг и Джинг — вовсе не сиамские, а обычные близнецы), Уилл окончательно убеждается, что истории его отца были правдой. Впоследствии он и сам начинает рассказывать их своему сыну.

## В ролях
| Актёр               | Роль                            |
| ------------------- | ------------------------------- |
| Юэн Макгрегор       | Эд Блум в молодости             |
| Альберт Финни       | Эд Блум в старости              |
| Билли Крудап        | Уилл Блум                       |
| Джессика Лэнг       | Сандра Блум в старости          |
| Марион Котийяр      | Жозефина Блум (жена Уилла)      |
| Хелена Бонэм Картер | Дженни / Ведьма                 |
| Мэттью Макгрори     | великан Карл                    |
| Дэнни Де Вито       | Эймос Кэллоуэй (директор цирка) |
| Стив Бушеми         | поэт Уинслоу                    |
| Элисон Ломан        | молодая Сандра                  |
| Мисси Пайл          | Милдред                         |
| Хейли Энн Нельсон   | восьмилетняя Дженни             |
| Дэниел Уоллес       | учитель экономики               |
| Майли Сайрус        | восьмилетняя Рути               |

## Критика
Реакция критиков на фильм «Крупная рыба» была, в основном, положительной. На Rotten Tomatoes картина получила 77 % положительных рецензий из 215 оставленных. На Metacritic картина получила средний балл 58/100, основываясь на 42 рецензиях.

## Номинации
Фильм был номинирован на значительное количество кинонаград, но не получил ни одной из них.
- 2004 — номинация на премию «Оскар» за лучшую музыку (Дэнни Эльфман)
- 2004 — две номинации на премию «Сатурн»: лучший фильм в жанре фэнтези, лучший актёр (Альберт Финни)
- 2004 — 7 номинаций на премию BAFTA: лучший фильм (Брюс Коэн, Дэн Джинкс, Ричард Занук), лучший грим и причёски (Джин Энн Блэк, Поль ЛеБлан), лучшая мужская роль второго плана (Альберт Финни), лучший адаптированный сценарий (Джон Огест), Премия Дэвида Лина за режиссуру (Тим Бёртон), лучшая работа художника (Деннис Гасснер), лучшие визуальные спецэффекты
- 2004 — номинация на премию «Давид ди Донателло» за лучший зарубежный фильм (Тим Бёртон)
- 2004 — 4 номинации на премию «Золотой глобус»: лучший фильм — мюзикл / комедия, лучшая оригинальная музыка (Дэнни Эльфман), лучшая мужская роль второго плана (Альберт Финни), лучшая оригинальная песня (Эдди Веддер, песня Man of the Hour)
- 2004 — две номинации на премию «Молодой актёр»: лучший семейный фильм — мюзикл / комедия, лучшая молодая актриса не старше 10 лет (Хэйли Энн Нельсон)
- 2005 — номинация на премию «Грэмми» за лучший саундтрек (Дэнни Эльфман)

## Прочие факты
- Предполагалось, что режиссёром картины станет Стивен Спилберг[3] (он собирался пригласить Джека Николсона на роль постаревшего Блума), однако из-за большой загруженности он отказался от проекта, и в итоге его снял Тим Бёртон[4].
- Дэниел Уоллес, автор книги «Крупная рыба: Роман мифологических пропорций», сыграл в фильме эпизодическую роль учителя экономики[5].
- Кот, прыгающий из-под купола цирка, был дрессирован Валерием Цораевым[6].
- На сюжете фильма построен текст песни How I Go группы Yellowcard[7].